# Bill Pascrell
William James Pascrell Jr. dit Bill Pascrell, né le 25 janvier 1937 à Paterson (New Jersey) et mort le 21 août 2024 à Livingston (New Jersey), est un homme politique américain, élu démocrate du New Jersey à la Chambre des représentants des États-Unis, de 1997 à sa mort.

## Biographie
Bill Pascrell est originaire de Paterson dans le comté de Passaic. Diplômé d'un master de l'université Fordham en 1961, il s'engage dans la United States Army. Il est réserviste entre 1962 et 1967. Après l'armée, il devient enseignant.
De 1979 à 1982, il préside le conseil de l'éducation de sa ville natale. Il siège à l'Assemblée générale du New Jersey de 1988 à 1996. Il est parallèlement maire de Paterson, la troisième ville de l'État, à partir de 1990.
En 1996, il est élu à la Chambre des représentants des États-Unis dans le 8e district du New Jersey avec 51,2 % des voix face au républicain sortant Bill Martini (en), élu deux ans plus tôt. Jusqu'en 2010, il est réélu tous les deux ans avec plus de 62 % des suffrages.
Avant les élections de 2012, les circonscriptions du New Jersey sont redécoupées, l'État perdant un siège à la suite du recensement de 2010. Pascrell se retrouve dans le même district que son collège Steve Rothman (en), le 9e, qui s'étend sur les comtés de Bergen, Hudson et Passaic. Lors des primaires, il bat Rothman avec environ 60 % des suffrages, porté par son score dans le comté de Passaic (90 % des voix). Il remporte l'élection de novembre 2012 avec 74 % des suffrages et est facilement réélu en 2014, 2016, 2018, 2020 et 2022.
En décembre 2022, Bill Pascrell vote en faveur d'une loi sur le statut de Porto Rico, une législation bipartite qui donne au habitants de Porto Rico, la capacité de décider de son avenir politique.
Bill Pascrell meurt le 21 août 2024 à l'âge de 87 ans.